# Paolo Frezza
Paolo Frezza (Roccasecca, 21 aprile 1906 – Firenze, 11 gennaio 1996) è stato un giurista italiano, docente di diritto romano presso le università di Catania, di Pisa, Firenze e Roma.

## Biografia
Figlio di Domenico e Teresa Giovinazzi, dopo aver frequentato il collegio a Montecassino si iscrisse alla Facoltà di Giurisprudenza, ma, seguendo il consiglio dello zio Carlo, magistrato, non all’Università degli Studi di Napoli Federico II, come da secolare tradizione familiare, bensì a quella di Pisa. Qui si laureò nel 1927.
Subito dopo si diplomò alla Scuola di diritto romano dell'Università degli Studi di Roma "La Sapienza", diretta da Vittorio Scialoja. A ventotto anni ottenne la cattedra di diritto romano all’Università degli Studi di Catania, trasferendosi in seguito presso quella di Pisa.
Nel 1939 sposò Isotta Gordigiani, proveniente da una famiglia di artisti: il padre, Edoardo Gordigiani, era un pittore fiorentino molto apprezzato, mentre la madre, l’americana Sophie Carpenter, colta e benestante, intratteneva amicizie e conoscenze soprattutto nella cerchia di musicisti e artisti. Dall’unione con Isotta nacquero quattro figli.
Durante la guerra si rifugiò nella casa natale di Roccasecca, che però dovette abbandonare poiché utilizzata dai tedeschi come sede del loro comando. Prima di riparare a Roma, tentò - riuscendovi solo parzialmente - di mettere in salvo la preziosa e fornitissima biblioteca di famiglia, formatasi già a partire dal nonno Luigi, alla quale poi la raccolta libraria della nonna materna aveva aggiunto un respiro internazionale più ampio.
Dopo la guerra si trasferì stabilmente con la famiglia a Firenze e riprese la sua attività di docente presso l’Università di Pisa, dove ricoprì anche l’incarico di preside di facoltà.
Dopo 27 anni di attività presso l’Ateneo pisano, all’inizio degli anni Sessanta venne chiamato ad insegnare Storia del diritto romano all’Università di Firenze. Per alcuni anni preside della facoltà giuridica, introdusse il principio della rotazione di tale incarico, fino ad allora spesso ricoperto a vita. 
Fu presidente della sezione di Firenze dell’Associazione Nazionale Docenti Universitari (ANDU).
Vedovo da 13 anni, nel 1973 sposò in seconde nozze Hilde Krell, con la quale condivideva la passione per il pianoforte.
All’inizio degli anni Ottanta la sua vita venne funestata da due gravi lutti: nel 1982 scomparve la figlia Angelica e l’anno seguente la moglie Hilde.

## Opera
Storico del diritto, nei suoi numerosi scritti si è occupato soprattutto di storia del Diritto pubblico di Roma antica, a partire dalla sua tesi di laurea Actio communi dividundo, pubblicata nel 1932. Definito “Uno dei massimi esperti delle complesse problematiche della lex publica”, il suo Corso di storia del diritto romano, edito nel 1954 presso l'editore romano Studium, nel ventennio successivo vide due ulteriori edizioni rivedute ed ampliate (1968 e 1974).
Seppur prevalente, l’orizzonte del Diritto romano non esaurisce, però, la complessità e la vastità dei suoi interessi: storico delle metodologie giuridiche, teorico del diritto, “Avvertiva i limiti della propria scienza e, conseguentemente, l’esigenza di integrazioni e di continui confronti comparativi”. I suoi scritti si connotano per la profondità e la vastità dei richiami presenti, dai quali emerge un personaggio “complesso e completo”.

## Biblioteca e archivio personali
Per volontà testamentaria il giurista donò la sua biblioteca all’allora Biblioteca di Giurisprudenza dell'Università di Firenze, confluita poi in quella di Scienze sociali. Il "Fondo Paolo Frezza" comprende materiali di diritto romano, storia del diritto romano, antichistica, prevalentemente in lingua italiana. Nel dettaglio il fondo librario è composto da 1.451 monografie, 4.744 opuscoli e 31 titoli di riviste, per complessivi 6.550 inventari.
La Biblioteca di Scienze sociali custodisce, inoltre, la documentazione rinvenuta all'interno dei volumi della sua biblioteca. Tale raccolta contiene: appunti autografi in varie lingue (italiano, latino, tedesco, greco, francese), riferiti per lo più ai singoli volumi in cui sono stati rinvenuti; corrispondenza;  biglietti e cartoncini di accompagnamento a libri o estratti ricevuti in omaggio; biglietti da visita; documenti di varia natura provenienti da case editrici italiane e straniere. La descrizione della raccolta “Paolo Frezza” è consultabile on line sul portale del patrimonio archivistico dell’Università degli Studi di Firenze Chartae.
Il fondo librario e i materiali archivistici in esso rinvenuti costituiscono una testimonianza di grande interesse dell'attività e delle relazioni intrattenute dal giurista, nonché del contesto storico e culturale in cui operò.

## Pubblicazioni

### Monografie
- La stele di Tolomeo Neoteros, re di Cirene. Note storico-giuridiche, Roma, Studium, 1933.
- Le garanzie delle obbligazioni, Roma, Studium, 1954.
- Le garanzie delle obbligazioni, Pisa, Libreria scientifica G. Pellegrini, 1956-1958., 3 voll.,(1: Appunti dalle lezioni di diritto romano dell'anno 1955-56, 1956; 2: Appunti dalle lezioni di diritto romano dell'anno 1956-57, 1957; 3: Appunti dalle lezioni di diritto romano dell'anno 1957-58, 1958).
- Corso di diritto romano. Le garanzie delle obbligazioni, Padova, CEDAM, 1962-1963., 2 voll., (1: Le garanzie personali, 1962; 2: Le garanzie reali, 1963).
- Corso di storia del diritto romano, Roma, Studium, 1968., 2. ed. rifatta.
- Corso di storia del diritto romano, Roma, Studium, 1974., 3. ed. riveduta.
- Francesco Amarelli, Emilio Germino (a cura di), Scritti, Roma, Pontificia universitas Lateranensis-Mursia, 2000.

### Selezione di articoli apparsi in rivista e in volume
- La capacità delle donne all'esercizio della tutela nel diritto romano classico e nei papiri greco-egizi, in Aegyptus. Rivista italiana di egittologia e papirologia, XI, n. 3, luglio 1931,  pp. 363-385.
- Actio communi dividundo, in Rivista italiana per le scienze giuridiche, n. s. VII, n. 1, 1932,  pp. 3-142.
- Osservazioni sopra il sistema di Sabino, in Rivista italiana per le scienze giuridiche, n. s. VIII, n. 2, aprile-giugno 1933,  pp. 412-471.
- Appunti esegetici in tema di modi pretorii di costituzione dell'usufrutto e delle servitù prediali, in Studi economico-giuridici pubblicati per cura della Facoltà di Giurisprudenza della R. Università di Cagliari, XXII, 1934,  pp. 84-125.
- La donna tutrice e la donna amministratrice di negozi tutelari nel diritto romano classico e nei papiri greco-egizi, in Studi economico-giuridici pubblicati per cura della Facoltà di Giurisprudenza della R. Università di Cagliari, XXII, 1934,  pp. 125-160.
- Il consortium ercto non cito e i nuovi frammenti di Gaio, in Rivista di filologia e d'istruzione classica, n.s. XII, n. 1, marzo 1934,  pp. 27-46.
- Voce Actio familiae erciscundae, in Nuovo digesto italiano, vol. 1, Torino, UTET, 1937,  pp. 159-160.
- Voce Consortium, in Nuovo digesto italiano, vol. 3, Torino, UTET, 1938,  pp. 952-953.
- Le forme federative e la struttura dei rapporti internazionali nell'antico diritto romano, in Studia et documenta historiae et iuris, IV, n. 2, 1938,  pp. 363-428.
- Le forme federative e la struttura dei rapporti internazionali nell'antico diritto romano, continuazione e fine, in Studia et documenta historiae et iuris, V, n. 1, 1939,  pp. 161-201.
- Voce Receptum, in Nuovo digesto italiano, vol. 11, Torino, UTET, 1937,  pp. 1-2.
- Osservazioni sulla legis actio per iudicis postulationem, in Studi in memoria di Francesco Ferrara, vol. 1, Milano, Giuffrè, 1943,  pp. 273-281.
- Intorno alla leggenda dei Fabi al Cremera, in Scritti di diritto romano in onore di Contardo Ferrini, Milano, Hoepli, 1946,  pp. 297-306.
- Osservazioni sulla legis actio per iudicis postulationem, in Studi in memoria di Francesco Ferrara, vol. 1, Milano, Giuffrè, 1943,  pp. 273-281.
- La costituzione cittadina di Roma ed il problema degli ordinamenti giuridici preesistenti, in Scritti in onore di Contardo Ferrini pubblicati in occasione della sua beatificazione, vol. 1, Milano, Vita e pensiero, 1947,  pp. 275-298.
- L'istituzione della collegialità in diritto romano, in Studi in onore di Siro Solazzi nel cinquantesimo anniversario del suo insegnamento universitario, 1899-1948, Napoli, Eugenio Jovene, 1948,  pp. 507-541.
- Ius Gentium, in Revue internationale des droits de l'antiquité, I, n. 2, 1949,  pp. 259-308.
- Uno studio sui contratti a favore di terzi, in Nuova rivista di diritto commerciale, diritto dell'economia, diritto sociale, III, n. 1-4, 1950,  p. 12.
- Ordalia e legis actio sacramento, in Archivio giuridico Filippo Serafini, CXLII, 1952,  pp. 83-89.
- Istituti ellenistici nei testi del Corpus iuris civilis, in Studi in onore di Vincenzo Arangio-Ruiz nel 45. anno del suo insegnamento, vol. 4, Napoli, Jovene, 1953,  pp. 209-224.
- L’obbedienza al magistrato repubblicano e la fedeltà al principe nel diritto pubblico romano, in Rivista italiana per le scienze giuridiche, VI -serie 3, 1952-1953,  pp. 208-217.
- Note esegetiche di diritto pubblico romano, in Studi in memoria di Emilio Albertario, vol. 2, Milano, A. Giuffrè, 1953,  pp. 633-651.
- Preistoria e storia della lex publica, in Archives de droit privé, vol. 16, 1953,  pp. 54-76.
- Carlo Fadda, in Nuova rivista di diritto commerciale, diritto dell'economia, diritto sociale, VIII, 1955,  pp. 109-112.
- L’età classica della costituzione repubblicana [a proposito di Francesco De Martino, Storia della costituzione romana 2.1-2.2], in Labeo, I, 1955,  pp. 320-336.
- Παρακαταθήκη, in Eos. Commentarii Societatis philologae polonorum, 48.1, Symbolae Raphaeli Taubenschlag dedicatae, Vratislaviae-Varsaviae, Ossolineum, 1956,  pp. 137-172.
- Note esegetiche di diritto pubblico romano, in Studi in onore di Pietro De Francisci, vol. 1, Milano, A. Giuffrè, 1956,  pp. 201-211.
- Ἀταγία, in Studi in onore di Ugo Enrico Paoli, Firenze, Le Monnier, 1956,  pp. 305-310.
- Per una qualificazione istituzionale del potere di Augusto, in Atti dell'Accademia Toscana di Scienze e Lettere "La Colombaria", XXI, n.s. VII, 1956,  pp. 109-130.
- A proposito della riedizione delle 'Opere' di Pietro Bonfante, in Studia et documenta historiae et iuris, XXV, 1959,  pp. 371-390.
- La clausola penale, in Studi in memoria di Lorenzo Mossa, pubblicati per iniziativa della Facoltà di giurisprudenza dell'Università di Pisa, vol. 2, Padova, Cedam, 1960,  pp. 269-313.
- Il precetto della legge e il precetto della autonomia privata nell'ordinamento romano, in Ius, XII, n. 4, 1961,  pp. 473-482.
- Questioni esegetiche e sistematiche in materia di constitutum debiti, in Studi in memoria di Giovan Battista Funaioli, Milano, A. Giuffrè, 1961,  pp. 699-718.
- Le tavolette micenee : osservazioni e interpretazioni giuridiche, in Studia et documenta historiae et iuris, XXXI, 1965,  pp. 319-330.
- Il momento volontaristico e il momento naturalistico nello sviluppo storico dei rapporti internazionali nel mondo antico, in Studia et documenta historiae et iuris, XXXII, 1966,  p. XX.
- In tema di relazioni nel mondo greco-romano, in Studia et documenta historiae et iuris, XXXIII, 1967,  pp. 337-358.
- La cultura di Ulpiano, in Studia et documenta historiae et iuris, XXXIV, 1968,  pp. 363-375.
- Giustiniano, in I protagonisti della storia universale, 3, "La civiltà di Roma", Milano, CEI, 1968,  pp. 421-448.
- Commendatio nella carte notarili dell'alto Medio Evo, in Iura, XX, 1969,  pp. 117-128.
- Lex e nomos, in Bullettino dell'Istituto di diritto romano Vittorio Scialoja, s. 3, X, 1968,  pp. 1-29.
- L'esperienza normativa nel mondo antico, in Labeo, XVIII, 1972,  pp. 366-373.
- Storia del processo civile in Roma fino alla età di Augusto, in Aufstieg und Niedergang der römischen Welt. ANRW Geschichte und Kultur Roms im Spiegel der neueren Forschung, herausgegeben von Hildegard Temporini und Wolfgang Haase, pt. 1, "Von den Anfangen Roms bis zum Ausgang der Republik", vol. 2 "Recht, Religion, Sprache und Literatur (bis zum Ende des 2. Jahrhunderts v. Chr.)", Berlin [etc.], W. de Gruyter, 1972,  pp. 163-196.
- L'influsso del diritto romano giustinianeo nelle formule e nella prassi in Italia, in Ius Romanum medii aevi, Auspice Collegio antiqui iuris studiis provehendis, Société d'histoire des droits de l'antiquité, v. 1.2 c ee, Mediolani, Giuffrè, 1974.
- Giurisprudenza e prassi notarile nelle carte italiane dell'alto medioevo e negli scritti di giuristi italiani, in Studia et documenta historiae et iuris, XLII, 1976,  pp. 197-245.
- Lettera in occasione del 'Primer Congreso Latinoamericano de Derecho Romano' Buenos Aires, 27 luglio-1 agosto 1976, in Index, n. 6, 1976,  pp. 83-86.
- Secessioni plebee e rivolte servili nella Roma antica, in Index, n. 7, 1977,  p. 95.
- Due testi delle fonti in tema di formalità di rapporti pattizi, in Studi in onore di Cesare Sanfilippo, vol. 1, Milano, Giuffrè, 1982,  pp. 175-180.
- Due documenti sul clima sociale delle persecucioni [i.e. persecuzioni] dei cristiani sotto Diocleziano ed i suoi successori, in Estudios de derecho romano en honor de Alvaro d'Ors, pt. 1, 1987,  pp. 457-468.
- L'esperienza della tolleranza religiosa fra pagani e cristiani dal IV al V sec. d.C. nell'oriente ellenistico, in Studia et documenta historiae et iuris, LV, 1989,  pp. 41-97.
- Monachesimo ortodosso d'oriente e diritto romano nel tardo antico, in Studia et documenta historiae et iuris, LVII, 1991,  pp. 287-296.
- Giorgio La Pira romanista, in Index, n. 23, 1995,  pp. 15-24.
- Il silenzio pretesco, in Il Tetto, XXXIII, n. 193-194, gennaio-aprile 1996,  p. 105.